# 山田定市
山田 定市（やまだ さだいち、1932年7月31日 - 2014年1月21日）は、日本の農業経済学者・教育学者だった人物。専門は農業経済学・生活協同組合論・農業協同組合経営論・農業教育論。コープさっぽろの理論的支柱の1人だった。農学博士（北海道大学）。北海道大学名誉教授。旭川市出身
1955年北海道大学農学部卒業（高倉新一郎ゼミ所属）、1961年同大学院農学研究科博士課程修了（恩師：足羽進三郎）。論題は「農産物市場と協同組合」で農学博士。1961年北海道立農業研究所研究員。1962年北海道立総合経済研究所研究員。1963年北海道大学農学部助手。1971年北海道大学教育学部助教授。1982年同教授。1992年同教育学部長。1993年同教育学部附属産業教育計画研究施設長。1995年同高等教育機能開発総合センター生涯学習計画研究部長。1996年同停年退官。室蘭工業大学工学部教授。1998年同停年退官。北海学園大学経済学部教授。2003年同大学院経営研究科長。2005年同定年退職。2014年1月21日に肺炎のため逝去。
このほかに、1980年よりコープさっぽろ理事を長く務め、2000年～2004年までコープさっぽろ会長を兼職。2000年～2003年放送大学客員教授。2003年から2007年まで中国・瀋陽農業大学客員教授も兼任した。

## 主著
- 『現代の農協理論 : 農協民主化の課題と展望』全農協労連 1973
- 『農協労働者 : その性格と運動の課題』労農問題研究会編　分担執筆　労農問題研究会 1976
- 『地域農業と農民教育 : 現代農民教育論序説』日本経済評論社 1980
- 『北海道の農業』データ・グラフィックス社 1985
- 『地域農業の発展条件 : 北海道酪農の展開構造』美土路達雄と共編　御茶の水書房 1985
- 『地域生涯学習の計画化』鈴木敏正と共編　筑波書房 1992
- 『地域づくりと生涯学習の計画化』編著　北海道大学図書刊行会 1997
- 『講座　主体形成の社会教育学』山本健慈, 高倉嗣昌, 木村純編著　分担執筆　北樹出版 1998
- 『農と食の経済と協同 : 地域づくりと主体形成』日本経済評論社 1999
- 『資本主義はどこまできたか : 脱資本主義性と国際公共性』21世紀理論研究会編　分担執筆　日本経済評論社 2005

この他、数多くの生涯学習政策論・協同組合論の共著を執筆。